# Цейоний Постумий
Цейоний Постумий (на латински: Ceionius Postumius) e римски конник, баща на император Клодий Албин (упр. 193 – 197).
Произхожда от римската сенаторска фамилия Постумии от Северна Африка. Живял е в Хадруметум (днес Сус, Тунис). Родният му град е основан като римска колония по времето на император Траян (98 – 117) с името Colonia Concordia Ulpia Trajana Augusta Frugifera Hadrumetina.
Жени се за Аврелия Месалина и на 25 ноември 147 г. му се ражда син Деций Клодий Цейоний Септимий Албин, бъдещият римски император Клодий Албин. Дава на сина си името Албин („бял“), заради светлата му коса, а името Септимий той взема през 194 г. от Септимий Север, когато са заедно консули.